# Ișcălău
Ișcălău è un comune della Moldavia situato nel distretto di Fălești di 2.825 abitanti al censimento del 2004

## Località
Il comune è formato dall'insieme delle seguenti località (popolazione 2004):
- Ișcălău (1.092 abitanti)
- Burghelea (660 abitanti)
- Doltu (1.073 abitanti)